# Уравнение в частных функциональных производных
Уравнение в частных функциональных производных — обобщение понятия дифференциального уравнения в частных производных на случай бесконечного множества переменных.
Уравнение в частных функциональных производных получается с помощью предельного перехода к бесконечному множеству переменных в 
системе дифференциальных уравнений в частных производных:
{\displaystyle {\frac {du}{dy_{i}}}=\varphi (x_{1},x_{2},...,x_{n},y_{1},y_{2},...,y_{n},u,{\frac {du}{dx_{1}}},{\frac {du}{dx_{2}}},...,{\frac {du}{dx_{n}}})(i=1,2,...,n)}  (1),
где: {\displaystyle u} - неизвестная функция от {\displaystyle 2n} переменных {\displaystyle x_{1},x_{2},...,x_{n},y_{1},y_{2},...,y_{n}}.
Уравнение в частных функциональных производных:
{\displaystyle U_{y(\tau )}^{'}=\Phi [x(t),y(t),U_{x(t)}^{'},U,\tau ]} (2),
где: {\displaystyle U} - неизвестный функционал, {\displaystyle U_{y(\tau )}^{'},U_{x(t)}^{'}} - функциональные производные.